# Rubén Vargas Ugarte
Compléments
Vargas Ugarte est reconnu comme le grand historien de la période coloniale du christianisme en Amérique du Sud, surtout au Pérou
Rubén Vargas Ugarte, né le 22 octobre 1886 à Lima (Pérou) et mort dans la même ville le 7 février 1975, est un prêtre jésuite péruvien. Historiographe du Pérou et professeur d’histoire ecclésiastique il produit une monumentale 'Histoire du Pérou' qui reste œuvre de référence. Il est directeur de la Bibliothèque nationale du Pérou de 1956 à 1962.

## Biographie
Ruben Vargas Ugarte entre au noviciat de Pifo (Équateur) des jésuites de la mission péruvienne–équatorienne le 12 mars 1905. Le noviciat à peine terminé il est envoyé en Espagne pour y faire des études en sciences (1907-1909) et philosophie (1909-1912) à Grenade. Ensuite il enseigne la physique, la chimie et le français (1912-1917) au collège Saint-Stanislas de El Palo (Malaga). Pour les études de théologie préalables au sacerdoce (1917-1921) Vargas est envoyé à Sarrià (Barcelone). Il y est ordonné prêtre le 6 mars 1921.
Vargas est brillant et semble en mesure d’enseigner des sujets très différents : les mathématiques et la religion au collège Areneros de Madrid (1922-1923) et la littérature (1923-1924) de nouveau à Saint-Stanislas (Malaga). 
De retour dans son Pérou natal il est professeur de chimie et d’anglais dans les collèges de l’Immaculée de Lima (1925-1926) et du Sacré-Cœur de Sucre, en Bolivie (1926-1931).  En 1931 il revient à Lima comme professeur d’histoire ecclésiastique à l’université catholique. L’histoire restera désormais son sujet de prédilection. Pendant deux ans (1932-1934) il enseigne l’histoire de l’Église à l’institut de Missiologie de l’Université grégorienne de Rome. 
En 1934 il est de nouveau professeur d’histoire à l’université catholique de Lima. Il y devient le doyen de la Faculté des lettres (1935-1947). Il décroche le doctorat en philosophie à la Grégorienne le 25 novembre 1947. Recteur de l'Université catholique de Lima de 1947 à 1953, il obtient du gouvernement péruvien, en 1949, que l’université puisse conférer des diplômes universitaires.  En 1956, il est nommé directeur de la Bibliothèque nationale du Pérou, à Lima, et le restera jusqu’en 1962.
Spécialiste de l’histoire ecclésiastique et civile du Pérou, de l’époque de la vice-royauté à l’indépendance du pays (1529-1824) il écrit des ouvrages non seulement à propos du Pérou mais également sur l’histoire de l’ensemble de l’Amérique hispanique. 
Chercheur patient et visiteur assidu d’archives il publie dans les collections ‘Biblioteca Peruana’, ‘Biblioteca Histórica Peruana’ et ‘Clásicos Peruanos’, de nombreux documents et manuscrits anciens découverts dans les bibliothèques et archives d’Europe et d’Amérique du Sud. Il est membre de nombreuses sociétés scientifiques et officielles de son pays, dont l'Academia Nacional de la Historia’, l’Academia Peruana de la Lengua’ et le ‘Centro de Estudios Histórico-Militares del Perú’, tout en étant correspondant étranger des académies de langue et histoire d’Espagne, Argentine, Équateur Mexique et Vénézuela. Docteur honoris causa de plusieurs universités péruviennes il reçoit en 1954 le prestigieux ‘Prix national d’histoire’ de son pays. 
Sa bibliographie comprend plus de cent livres, et des centaines d’articles et monographies diverses. Excellent chercheur d’archives couvrant un vaste domaine historique, particulièrement la période coloniale ibéro-américaine et souhaitant tout englober,  il ne réussit pas toujours à en faire une synthèse historique ordonnée, compréhensive et harmonieuse.   Son infatigable travail fournit cependant un matériau abondant et précieux pour les historiens qui le suivirent. 
Rubén Vargas Ugarte meurt à Lima le 7 février 1975.

## Œuvres
- Los jesuitas del Perú, Lima, 1941.
- Vida del V. P. Francisco del Castillo de la Compañía de Jesús, Lima, 1946.
- Concilios limenses (3 vol.), Lima, 1951-1954.
- Historia de la Iglesia en el Perú (5 vol.), Lima/Burgos, 1953-1962.
- Historia del culto de María en Iberoamérica (2 vol.), Madrid, 1956.
- Vida de Santa Rosa de Santa María, Buenos Aires, 1961.
- Historia de la Compañía de Jesús en el Perú (4 vol.), Burgos, 1963-1965.
- Historia general del Perú (10 vol.), Barcelona, 1966-1971.
- Jesuitas peruanos desterrados a Italia, Lima, 1967.
- Vida de Santo Toribio de Mogrovejo, Lima, 1971.